# Шарл Александър дьо Калон
Шарл Александър, граф Дьо Калон (на френски: Charles Alexandre, vicomte de Calonne, 20 януари 1734 – 30 октомври 1802) е френски политик – главен финансов контрольор на Луи XVI между 1783 и 1787 г.

## Биография
Роден в Дуе, Калон получава юридическо образование, работи като адвокат, бил е генерален прокурор на парламента в Дю и кралски интендант в Мец и Лил.
През 1783 г. Луи XVI назначава Калон за генерален финансов контрольор (финансов министър) с надеждата, че Калон може да вкара в ред разстроените финанси на кралството.
Калон обаче заварва една изпразнена държавна хазна, потънала в дългове от над 113 милиона ливри. Първата стъпка на новия министър е сключването на нов държавен заем от 100 милиона франка през 1783 г. На следващата 1784 е сключен нов заем от 125 милиона.
През 1786 Калон изготвя план за мащабни финансови реформи, който представя на краля на 20 август 1786 г. В основата му е идеята за въвеждането на нов поземлен данък, който ще замени старите налози и ще унищожи финансовите привилегии на аристокрацията. Новият данък трябвало да се администрира от провинциалните събрания, избирани от поземлените собственици. Планът предвижда още съкращаване на държавните разходи, вдигане на вътрешните митнически бариери, пълна свобода за търговията, разрешване на продажбата на църковно имущество, уеднаквяване на налозите върху солта и тютюна. Планът на Калон включва в себе си много от мерките, предвидени от предшествениците му Тюрго и Некер. Предвиждайки опозицията на Парламента, Калон убеждава краля да свика през 1787 г. събранието на нотабилите, което да одобри плана за реформи. Надеждите на Калон обаче са излъгани – благородниците в събранието не се оказват готови да се разделят с данъчната си неприкосновеност и също отхвърлят плана на Калон, обвинявайки го, че е допринесъл за влошаването на кралските финанси.
Провалът на реформите му и враждебността на привилегированите са причина на 8 април 1787 г. кралят да уволни Калон и да го заточи в Лотарингия. Скоро обаче Калон емигрира в Англия, където прекарва периода на Революцията. Завръща се във Франция по време на консулството на Наполеон и умира в Париж на 30 октомври 1802.